# Ebbenhouten Schoen 2016
De verkiezing van de Ebbenhouten Schoen 2016 werd gehouden op 9 mei 2016. De Algerijn Sofiane Hanni van KV Mechelen werd uitgeroepen tot winnaar van deze Belgische voetbalprijs. Hij ontving de trofee uit handen van Nzelo Lembi, de laureaat uit 2000.

## Uitslag
| Nr.        | Land                                   | Naam               | Club(s)        |
| Finalisten | Finalisten                             | Finalisten         | Finalisten     |
| ---------- | -------------------------------------- | ------------------ | -------------- |
| 1.         | Vlag van Algerije · Vlag van Frankrijk | Sofiane Hanni      | KV Mechelen    |
| 2.         | Vlag van Ghana                         | Nana Asare         | KAA Gent       |
| 3.         | Vlag van Ghana                         | Frank Acheampong   | RSC Anderlecht |
| 4.         | Vlag van Mali · Vlag van Frankrijk     | Abdoulay Diaby     | Club Brugge    |
| 5.         | Vlag van Benin · Vlag van België       | Frédéric Gounongbe | KVC Westerlo   |

1992 · 1993 · 1994 · 1995 · 1996 · 1997 · 1998 · 1999 · 2000 · 2001 · 2002 · 2003 · 2004 · 2005 · 2006 · 2007 · 2008 · 2009 · 2010 · 2011 · 2012 · 2013 · 2014 · 2015 · 2016 · 2017 · 2018 · 2019 · 2020 · 2021 · 2022 · 2023 · 2024